# Sümeg
Sümeg là một thành phố thuộc hạt Veszprém, Hungary. Thành phố này có diện tích 64,13 km², dân số năm 2010 là 6327 người, mật độ 99 người/km².